# زكريا عبد الرحيم
زكريا إبراهيم عبد الرحيم (أبو يحيى؛ 25 ديسمبر 1939–تُوفي في 2 أغسطس 2022 في بيروت) عسكري ودبلوماسي فلسطيني وأحد أعضاء حركة فتح منذ عام 1963 ومجلسها الثوري والمجلس الوطني الفلسطيني.

## حياته
وُلد في 25 ديسمبر 1939. انضم إلى حركة التحرير الوطني الفلسطيني عام 1963. اعتقل في السجون السورية عام 1966. شارك في معركة الكرامة.
كان آمرًا في جهاز الرصد العسكري بحركة فتح ومكلفًا بمهام أمنية لحماية الحركة من الاختراقات.
شارك عام 1975 في تأسيس مكتب ممثلية منظمة التحرير الفلسطينية في قبرص وترأسه.
كان مديرًا للدائرة السياسية لمنظمة التحرير الفلسطينية في تونس.
شغل منصب وكيل وزارة الداخلية بعد إنشاء السلطة الفلسطينية.
شغل منصب سفير دولة فلسطين لدى الصين بين عامي 2002 و2005.

## وفاته
تُوفي زكريا عبد الرحيم في العاصمة اللبنانية بيروت في 2 أغسطس 2022. انطلقت جنازته من جامع البساتنة ودُفن في مقبرة الحرج الجديدة في بيروت.